# ارزنی گل‌ریز
ارزنی گل‌ریز (نام علمی: Setaria parviflora) نام یک گونه از سرده ارزنی است.